# Grøn jagtskade
Grøn Jagtskade (latin: Cissa chinensis) er en kragefugl, der lever i sydøstlige Asien.